# Duje Čop
Duje Čop (Vinkovci, 1º febbraio 1990) è un calciatore croato, attaccante del Rijeka.

## Biografia
Čop è un figlio d'arte: suo padre Davor, ex attaccante, ha militato sul finire degli anni ottanta anche in Serie A con l'Empoli.

## Caratteristiche tecniche
Attaccante, dinamico, può giocare come ala su entrambe le fasce.

## Carriera

### Club

#### Hajduk Spalato e la parentesi al Nacional
Duje Čop inizia la sua carriera nell'Hajduk Spalato. Il 18 aprile 2007 esordisce nel massimo campionato croato, riuscendo inoltre ad andare a segno, nella gara vinta per 4-0 contro il NK Kamen Ingrad Velika.
Nell'estate 2008 passa al Nacional per 180.000 euro, ma nella squadra portoghese non trova grandi spazi, così con soli 174 minuti e 1 gol in partite ufficiali fa ritorno in Croazia, all'Hajduk Spalato, dove in due stagioni riesce a racimolare solamente 24 presenze e 8 segnature.

#### RNK Spalato e Dinamo Zagabria
Nel luglio del 2011 terminato il contratto con l'Hajduk, firma per quattro anni con l'RNK Spalato. Čop fa il suo debutto nel match di qualificazione per l'Europa League contro gli sloveni del Domžale dove apre le marcature sia nella gara di andata che in quella di ritorno.
A giugno del 2012 passa ai campioni uscenti della Dinamo Zagabria. Debutta con la nuova squadra nel migliore dei modi, segna infatti un gol al Maksimir Stadium nel match valido per la qualificazione alla UEFA Champions League contro i moldavi dello Sheriff Tiraspol. Marca un altro gol fondamentale contro il Maribor nel match play-off per la UEFA Champions League 2012-13. Il 18 febbraio 2013 segna la sua prima tripletta per la Dinamo Zagabria nel derby contro l'HNK Rijeka.
Al termine della stagione 2013-2014, grazie alle 22 reti, risulta il capocannoniere della Prva HNL.
Anche la stagione 2014-2015 lo vede protagonista del girone di andata con 12 reti in 15 partite e la società, saldamente al comando della classifica con 4 punti di vantaggio sulle inseguitrici, decide di privarsene per esigenze di bilancio.

#### Cagliari
Nella stagione di mercato invernale viene ceduto con la formula del prestito con diritto di riscatto al Cagliari.
Fa il suo esordio con la maglia rossoblù il 14 gennaio 2015 nella partita Parma-Cagliari valida per gli ottavi di finale di Coppa Italia.
Mentre l'esordio in Serie A arriva nella partita Udinese-Cagliari finita sul risultato di 2-2, disputata il 18 gennaio, il 24 successivo segna il primo gol italiano con un tiro al volo, nella partita in casa contro il Sassuolo decidendo il match.
Segna la sua prima doppietta in Serie A il 26 aprile successivo, in trasferta nella sfida contro la Fiorentina vinta dai rossoblù con il punteggio di tre reti a una.
Complessivamente gioca 17 partite e segna 4 gol non riuscendo ad evitare la retrocessione della squadra.

#### Málaga e Sporting Gijón
A fine stagione il Cagliari riscatta il giocatore dalla Dinamo Zagabria per 2,5 milioni di euro e il 16 luglio lo cede in prestito con diritto di riscatto al Málaga. Esordisce in Liga il 21 agosto seguente nella prima giornata contro il Siviglia (0-0). Il 13 dicembre 2015 segna il suo primo gol in Liga e con la maglia del Málaga nella vittoria esterna per 2-1 contro il Rayo Vallecano, mentre il 2 maggio 2016 realizza invece la sua prima doppietta spagnola nella vittoria casalinga per 3-1 contro il Levante. Chiude la stagione con 7 gol in 31 partite di campionato.
Il 27 luglio 2016 il Cagliari ufficializza il passaggio del giocatore allo Sporting Gijón con la formula del prestito. Chiude la sua seconda stagione nella Liga con 9 gol in 31 gare.

#### Standard Liegi e Real Valladolid
Nell'estate 2017 torna al Cagliari per fine prestito, con cui riesordisce in campionato dopo due anni giocando la prima partita da titolare, il 19 agosto 2017, nella sconfitta per 3-0 sul campo della Juventus.
Il 31 agosto seguente viene ceduto a titolo definitivo allo Standard Liegi. Debutta nel massimo campionato belga il 10 settembre nella gara casalinga contro il Charleroi, conclusasi 0-0. Il 24 settembre seguente segna la sua prima rete nella Pro League in occasione del successo contro il Lokeren per 2-1.
Il 19 agosto 2018 Čop passa agli iberici del Real Valladolid, con la formula del prestito con diritto di riscatto fissato a 500.000 €. Debutta con il nuovo club nella Liga il 25 agosto, subentrando a Enes Ünal nella sconfitta casalinga contro il Barcelona. Conclude la stagione con un totale di 21 presenze senza mai andare a segno, facendo ritorno alla squadra belga.
In Belgio gioca altre due stagioni con la squadra di Liegi, collezionando altre 30 presenze e 3 goal in tutte le competizioni, prima di lasciarla definitivamente.

#### Ritorno alla Dinamo Zagabria
Dopo oltre 6 anni, il 15 giugno 2021 viene ufficializzato il suo ritorno alla Dinamo Zagabria, fresco vincitore del campionato e della coppa nazionale, dove veste la maglia numero 90.

### Nazionale
Debutta con la nazionale croata il 4 settembre 2014 al minuto 60º, nella gara amichevole contro Cipro.
Viene convocato per l'Europeo 2016 in Francia. Esordisce nella competizione il 21 giugno al minuto 90 della partita Croazia-Spagna (2-1); resterà la sua unica presenza. 
Il 15 novembre 2016, mette a segno il suo primo gol con la maglia della Nazionale maggiore in occasione dell'amichevole contro l'Irlanda del Nord, vinta per 3-0.

## Statistiche

### Presenze e reti nei club
Statistiche aggiornate al 20 agosto 2022.
| Stagione               | Squadra                | Campionato             | Campionato | Campionato | Coppe nazionali | Coppe nazionali | Coppe nazionali | Coppe internazionali | Coppe internazionali | Coppe internazionali | Altre coppe | Altre coppe | Altre coppe | Totale | Totale |
| Stagione               | Squadra                | Comp                   | Pres       | Reti       | Comp            | Pres            | Reti            | Comp                 | Pres                 | Reti                 | Comp        | Pres        | Reti        | Pres   | Reti   |
| ---------------------- | ---------------------- | ---------------------- | ---------- | ---------- | --------------- | --------------- | --------------- | -------------------- | -------------------- | -------------------- | ----------- | ----------- | ----------- | ------ | ------ |
| 2006-2007              | Hajduk Spalato         | 1.HNL                  | 1          | 1          | -               | -               | -               | -                    | -                    | -                    | -           | -           | -           | 1      | 1      |
| 2007-2008              | Hajduk Spalato         | 1.HNL                  | 14         | 1          | -               | -               | -               | CU                   | 0                    | 0                    | -           | -           | -           | 14     | 1      |
| 2008-2009              | Nacional               | PL                     | 5          | 1          | CP+CdL          | 0               | 0               | -                    | -                    | -                    | -           | -           | -           | 5      | 1      |
| 2009-2010              | Hajduk Spalato         | 1.HNL                  | 10         | 3          | CC              | 2               | 0               | UEL                  | 0                    | 0                    | -           | -           | -           | 12     | 3      |
| 2010-2011              | Hajduk Spalato         | 1.HNL                  | 14         | 5          | CC              | 0               | 0               | UEL                  | 6                    | 1                    | SC          | 1           | 0           | 21     | 6      |
| Totale Hajduk Spalato  | Totale Hajduk Spalato  | Totale Hajduk Spalato  | 39         | 10         |                 | 2               | 0               |                      | 6                    | 1                    |             | 1           | 0           | 48     | 11     |
| 2011-2012              | RNK Spalato            | 1.HNL                  | 29         | 8          | CC              | 1               | 0               | UEL                  | 4                    | 2                    | -           | -           | -           | 34     | 10     |
| 2012-2013              | Dinamo Zagabria        | 1.HNL                  | 19         | 9          | CC              | 1               | 1               | UCL                  | 12                   | 2                    | -           | -           | -           | 32     | 12     |
| 2013-2014              | Dinamo Zagabria        | 1.HNL                  | 33         | 22         | CC              | 8               | 7               | UCL+UEL              | 4+5                  | 2+1                  | SC          | 1           | 1           | 51     | 33     |
| 2014-gen. 2015         | Dinamo Zagabria        | 1.HNL                  | 15         | 12         | CC              | 1               | 0               | UCL+UEL              | 3+7                  | 0+3                  | SC          | 1           | 0           | 27     | 15     |
| gen.-giu. 2015         | Cagliari               | A                      | 16         | 4          | CI              | 1               | 0               |                      | -                    | -                    |             | -           | -           | 17     | 4      |
| 2015-2016              | Málaga                 | PD                     | 31         | 7          | CR              | 1               | 0               |                      | -                    | -                    |             | -           | -           | 32     | 7      |
| 2016-2017              | Sporting Gijón         | PD                     | 31         | 9          | CR              | 0               | 0               |                      | -                    | -                    |             | -           | -           | 31     | 9      |
| lug.-ago. 2017         | Cagliari               | A                      | 2          | 0          | CI              | 1               | 0               |                      | -                    | -                    |             | -           | -           | 3      | 0      |
| Totale Cagliari        | Totale Cagliari        | Totale Cagliari        | 18         | 4          |                 | 2               | 0               |                      |                      |                      |             |             |             | 20     | 4      |
| ago. 2017-2018         | Standard Liegi         | PL                     | 16+8       | 3+2        | CB              | 4               | 1               |                      | -                    | -                    |             | -           | -           | 28     | 6      |
| lug.-ago. 2018         | Standard Liegi         | PL                     | 2          | 0          | CB              | 0               | 0               | UCL                  | -                    | -                    | SB          | 1           | 0           | 3      | 0      |
| ago. 2018-2019         | Real Valladolid        | PD                     | 18         | 0          | CR              | 3               | 0               |                      | -                    | -                    |             | -           | -           | 21     | 0      |
| 2019-2020              | Standard Liegi         | PL                     | 12         | 1          | CB              | 2               | 1               | UEL                  | 3                    | 0                    |             | -           | -           | 17     | 2      |
| 2020-2021              | Standard Liegi         | PL                     | 10         | 0          | CB              | 0               | 0               | UEL                  | 3                    | 1                    | -           | -           | -           | 13     | 1      |
| Totale Standard Liegi  | Totale Standard Liegi  | Totale Standard Liegi  | 48         | 6          |                 | 6               | 2               |                      | 6                    | 1                    |             | 1           | 0           | 61     | 9      |
| 2021-gen. 2022         | Dinamo Zagabria        | 1.HNL                  | 8          | 1          | CC              | 1               | 1               | UCL+UEL              | 4+2                  | 0                    | -           | -           | -           | 15     | 2      |
| Totale Dinamo Zagabria | Totale Dinamo Zagabria | Totale Dinamo Zagabria | 75         | 44         |                 | 11              | 9               |                      | 37                   | 8                    |             | 2           | 1           | 125    | 62     |
| gen.-giu. 2022         | Celje                  | 1.SNL                  | 8          | 1          | CS              | 0               | 0               | -                    | -                    | -                    | -           | -           | -           | 8      | 1      |
| 2022-2023              | Sebenico               | HNL                    | 21         | 4          | CC              | 2               | 2               | -                    | -                    | -                    | -           | -           | -           | 23     | 6      |
| Totale carriera        | Totale carriera        | Totale carriera        | 323        | 94         |                 | 26              | 13              |                      | 53                   | 12                   |             | 4           | 1           | 406    | 120    |

### Cronologia presenze e reti in nazionale
| Cronologia completa delle presenze e delle reti in nazionale ― Croazia | Cronologia completa delle presenze e delle reti in nazionale ― Croazia | Cronologia completa delle presenze e delle reti in nazionale ― Croazia | Cronologia completa delle presenze e delle reti in nazionale ― Croazia | Cronologia completa delle presenze e delle reti in nazionale ― Croazia | Cronologia completa delle presenze e delle reti in nazionale ― Croazia | Cronologia completa delle presenze e delle reti in nazionale ― Croazia | Cronologia completa delle presenze e delle reti in nazionale ― Croazia |
| Data                                                                   | Città                                                                  | In casa                                                                | Risultato                                                              | Ospiti                                                                 | Competizione                                                           | Reti                                                                   | Note                                                                   |
| ---------------------------------------------------------------------- | ---------------------------------------------------------------------- | ---------------------------------------------------------------------- | ---------------------------------------------------------------------- | ---------------------------------------------------------------------- | ---------------------------------------------------------------------- | ---------------------------------------------------------------------- | ---------------------------------------------------------------------- |
| 4-9-2014                                                               | Pola                                                                   | Croazia                                                                | 2 – 0                                                                  | Cipro                                                                  | Amichevole                                                             | -                                                                      | 60’                                                                    |
| 12-11-2014                                                             | Londra                                                                 | Argentina                                                              | 2 – 1                                                                  | Croazia                                                                | Amichevole                                                             | -                                                                      | 84’                                                                    |
| 10-10-2015                                                             | Zagabria                                                               | Croazia                                                                | 3 – 0                                                                  | Bulgaria                                                               | Qual. Euro 2016                                                        | -                                                                      | 60’ 89’                                                                |
| 27-5-2016                                                              | Koprivnica                                                             | Croazia                                                                | 1 – 0                                                                  | Moldavia                                                               | Amichevole                                                             | -                                                                      | 46’                                                                    |
| 21-6-2016                                                              | Bordeaux                                                               | Croazia                                                                | 2 – 1                                                                  | Spagna                                                                 | Euro 2016 - 1º turno                                                   | -                                                                      | 90+2’                                                                  |
| 9-10-2016                                                              | Tampere                                                                | Finlandia                                                              | 0 – 1                                                                  | Croazia                                                                | Qual. Mondiali 2018                                                    | -                                                                      | 71’                                                                    |
| 12-11-2016                                                             | Zagabria                                                               | Croazia                                                                | 2 – 0                                                                  | Islanda                                                                | Qual. Mondiali 2018                                                    | -                                                                      | 90+2’                                                                  |
| 15-11-2016                                                             | Belfast                                                                | Irlanda del Nord                                                       | 0 – 3                                                                  | Croazia                                                                | Amichevole                                                             | 1                                                                      |                                                                        |
| 28-3-2017                                                              | Tallinn                                                                | Estonia                                                                | 3 – 0                                                                  | Croazia                                                                | Amichevole                                                             | -                                                                      |                                                                        |
| 27-5-2017                                                              | Los Angeles                                                            | Messico                                                                | 1 – 2                                                                  | Croazia                                                                | Amichevole                                                             | 1                                                                      | 90+3’                                                                  |
| 5-9-2017                                                               | Eskişehir                                                              | Turchia                                                                | 1 – 0                                                                  | Croazia                                                                | Qual. Mondiali 2018                                                    | -                                                                      | 84’                                                                    |
| 6-10-2017                                                              | Fiume                                                                  | Croazia                                                                | 1 – 1                                                                  | Finlandia                                                              | Qual. Mondiali 2018                                                    | -                                                                      | 81’                                                                    |
| 28-3-2018                                                              | Arlington                                                              | Messico                                                                | 0 – 1                                                                  | Croazia                                                                | Amichevole                                                             | -                                                                      | 76’                                                                    |
| 6-9-2018                                                               | Lisbona                                                                | Portogallo                                                             | 1 – 1                                                                  | Croazia                                                                | Amichevole                                                             | -                                                                      | 63’                                                                    |
| Totale                                                                 |                                                                        | Presenze                                                               | 14                                                                     |                                                                        | Reti                                                                   | 2                                                                      |                                                                        |

| Cronologia completa delle presenze e delle reti in nazionale ― Croazia under 21 | Cronologia completa delle presenze e delle reti in nazionale ― Croazia under 21 | Cronologia completa delle presenze e delle reti in nazionale ― Croazia under 21 | Cronologia completa delle presenze e delle reti in nazionale ― Croazia under 21 | Cronologia completa delle presenze e delle reti in nazionale ― Croazia under 21 | Cronologia completa delle presenze e delle reti in nazionale ― Croazia under 21 | Cronologia completa delle presenze e delle reti in nazionale ― Croazia under 21 | Cronologia completa delle presenze e delle reti in nazionale ― Croazia under 21 |
| Data                                                                            | Città                                                                           | In casa                                                                         | Risultato                                                                       | Ospiti                                                                          | Competizione                                                                    | Reti                                                                            | Note                                                                            |
| ------------------------------------------------------------------------------- | ------------------------------------------------------------------------------- | ------------------------------------------------------------------------------- | ------------------------------------------------------------------------------- | ------------------------------------------------------------------------------- | ------------------------------------------------------------------------------- | ------------------------------------------------------------------------------- | ------------------------------------------------------------------------------- |
| 3-6-2011                                                                        | Dugopolje                                                                       | Croazia under 21                                                                | 0 – 1                                                                           | Georgia under 21                                                                | Qual. Europeo Under-21 2013                                                     | -                                                                               |                                                                                 |
| 5-9-2011                                                                        | Sion                                                                            | Svizzera under 21                                                               | 4 – 0                                                                           | Croazia under 21                                                                | Qual. Europeo Under-21 2013                                                     | -                                                                               | 67’                                                                             |
| 6-10-2011                                                                       | Osijek                                                                          | Croazia under 21                                                                | 0 – 2                                                                           | Spagna under 21                                                                 | Qual. Europeo Under-21 2013                                                     | -                                                                               | 75’                                                                             |
| 10-10-2011                                                                      | Tartu                                                                           | Estonia under 21                                                                | 0 – 1                                                                           | Croazia under 21                                                                | Qual. Europeo Under-21 2013                                                     | -                                                                               |                                                                                 |
| 14-11-2011                                                                      | Pola                                                                            | Croazia under 21                                                                | 4 – 0                                                                           | Estonia under 21                                                                | Qual. Europeo Under-21 2013                                                     | 1                                                                               |                                                                                 |
| 15-8-2012                                                                       | Tbilisi                                                                         | Georgia under 21                                                                | 1 – 1                                                                           | Croazia under 21                                                                | Qual. Europeo Under-21 2013                                                     | -                                                                               | 68’                                                                             |
| Totale                                                                          |                                                                                 | Presenze                                                                        | 6                                                                               |                                                                                 | Reti                                                                            | 1                                                                               |                                                                                 |

| Cronologia completa delle presenze e delle reti in nazionale ― Croazia under 20 | Cronologia completa delle presenze e delle reti in nazionale ― Croazia under 20 | Cronologia completa delle presenze e delle reti in nazionale ― Croazia under 20 | Cronologia completa delle presenze e delle reti in nazionale ― Croazia under 20 | Cronologia completa delle presenze e delle reti in nazionale ― Croazia under 20 | Cronologia completa delle presenze e delle reti in nazionale ― Croazia under 20 | Cronologia completa delle presenze e delle reti in nazionale ― Croazia under 20 | Cronologia completa delle presenze e delle reti in nazionale ― Croazia under 20 |
| Data                                                                            | Città                                                                           | In casa                                                                         | Risultato                                                                       | Ospiti                                                                          | Competizione                                                                    | Reti                                                                            | Note                                                                            |
| ------------------------------------------------------------------------------- | ------------------------------------------------------------------------------- | ------------------------------------------------------------------------------- | ------------------------------------------------------------------------------- | ------------------------------------------------------------------------------- | ------------------------------------------------------------------------------- | ------------------------------------------------------------------------------- | ------------------------------------------------------------------------------- |
| 4-3-2009                                                                        | Gradisca d'Isonzo                                                               | Italia under 20                                                                 | 1 – 2                                                                           | Croazia under 20                                                                | Amichevole                                                                      | -                                                                               | 51’                                                                             |
| 10-8-2010                                                                       | Ludbreg                                                                         | Croazia under 20                                                                | 1 – 0                                                                           | Bielorussia under 20                                                            | Amichevole                                                                      | -                                                                               | 81’                                                                             |
| Totale                                                                          |                                                                                 | Presenze                                                                        | 2                                                                               |                                                                                 | Reti                                                                            | 0                                                                               |                                                                                 |

## Palmarès

### Club
- Coppa di Croazia: 2

Hajduk Spalato: 2009-2010
Rijeka: 2024-2025
- Campionato croato: 4

Dinamo Zagabria: 2012-2013, 2013-2014, 2021-2022
Rijeka: 2024-2025
- Supercoppa di Croazia: 1

Dinamo Zagabria: 2013
- Coppa del Belgio: 1

Standard Liegi: 2017-2018

### Individuale
- Capocannoniere del campionato croato: 1

2013-2014 (22 gol)